# 米歇尔·萨莱斯
米歇尔·萨莱斯（法語：Michel Salesse，1955年1月3日—），生于法属阿尔及利亚阿尔及尔，法国男子击剑运动员。他曾获得1980年夏季奥运会男子重剑团体金牌和1984年夏季奥运会男子重剑团体银牌。